# 帕斯塔薩省
帕斯塔薩省（西班牙語：Provincia del Pastaza），是厄瓜多爾東部的一個省，東鄰秘魯。地理上是安第斯山脈東坡，向東南過渡到亞馬遜平原。面積29,520平方公里，是該國面積最大的省份。2001年人口61,779人，僅多於加拉帕戈斯省。首府普約。
1889年5月12日建省。下分四市。因帕斯塔薩河而得名。
1. ↑  Villalba, Juan. . Scribd.   [2019-02-05]. （原始内容存档于2019-04-27） （西班牙语）.